# القتل (مسلسل)
القتل (بالإنجليزية: The Killing) هو مسلسل جريمة ودراما أمريكي مقتبس عن المسلسل الدانماركي "Forbrydelsen". النسخة الأمريكية من تطوير فينا سود وإنتاج استوديوهات فوكس التلفزيونية. الموسم الأول، يتكون من 13 حلقة، عرض لأول مرة على قناة AMC في 3 أبريل، 2011، مع حلقتين متتاليتين. عرض الموسم الثاني في 1 أبريل، 2012، والموسم الثالث في 2 يونيو، 2013. AMC أعلنت عن ألغاء المسلسل رسمياً في 10 سبتمبر، 2013، لكن Netflix طلبت موسم رابع مكون من 6 حلقات لإنهاء المسلسل.
يروي المسلسل قصة مقتل فتاة مراهقة في سياتيل وتحقيقات الشرطة لاحقاً. يربط المسلسل بين ثلاث قصص مختلفة حول جريمة واحد بما في ذلك المحققان المكلفان بالقضية وأسرة الضحية والمشتبه بهم، القصة أيضاً تلقي الضوء على الواقع السياسي في المدينة حيث تتبع بعض السياسيين المتصلين بالقضية.
تلقى المسلسل مراجعات إيجابية من النقاد وترشح لستة جوائز إيمي في 2011، وجائزة غولدن غلوب في 2012.

## الممثلون
| ممثل                  | شخصية          | مواسم  | مواسم  | مواسم  |
| ممثل                  | شخصية          | 1      | 2      | 3      |
| --------------------- | -------------- | ------ | ------ | ------ |
| ميرايل اينوس          | سارة ليندن     | رئيسية | رئيسية | رئيسية |
| جويل كينمان           | ستيفن هولدر    | رئيسية | رئيسية | رئيسية |
| بيلي كامبل            | دارين ريتشموند | رئيسية | رئيسية |        |
| ميشيل فوربس           | ميتش لارسن     | رئيسية | رئيسية |        |
| برنت سكستون           | ستان لارسن     | رئيسية | رئيسية |        |
| كريستين ليمان         | جوين إيتون     | رئيسية | رئيسية |        |
| إيريك لادن            | جيمي رايت      | رئيسية | رئيسية |        |
| بريندان سكستون الثالث | بيلكو رويس     | رئيسية | رئيسية |        |
| جيمي آن ألمان         | تيري ماريك     | رئيسية | رئيسية |        |
| آني كورلي             | ريجي دارنيل    | رئيسية | ضيف    | ضيف    |
| ليام جيمس             | جاك ليندن      | متناوب | رئيسية | متناوب |
| الياس كوتييس          | جيمس سكينر     |        |        | رئيسية |
| هيو ديلون             | فرانسيس بيكر   |        |        | رئيسية |
| إيمي سيمتيز           | دانيت ليدز     |        |        | رئيسية |
| بيكس تايلور كلاوس     | بوليت          |        |        | رئيسية |
| جوليا سارة ستون       | ليريك          |        |        | رئيسية |
| ماكس فولر             | تويش           |        |        | رئيسية |
| بيتر سارسجارد         | راي سيوارد     |        |        | رئيسية |

## وصلات خارجية
- الموقع الرسمي
- القتل على موقع IMDb (الإنجليزية)
- القتل على موقع ميتاكريتيك (الإنجليزية)
- القتل على موقع روتن توميتوز (الإنجليزية)
- القتل على موقع نتفليكس (الإنجليزية)
- القتل على موقع كينوبويسك (الروسية)
- القتل على موقع ألو سيني (الفرنسية)
- القتل على موقع قاعدة بيانات الفيلم (الإنجليزية)